# William Riedel
William Riedel, född 24 november 1864 i Köpenhamn, död 22 augusti 1954, var en dansk trädgårdsmästare. 
Efter att ha lärt praktisk trädgårdsskötsel avlade han trädgårdsexamen 1885 och arbetade därefter som trädgårdsmästare, tills han 1 juli 1891 anställdes som statskonsulent i fruktodling med bostad i Århus och ställdes till det jylländska trädgårdssällskapets förfogande. Han ledde de utställningar, sällskapet höll år efter år, och förestod försök med bland annat fruktodling och stammar av köksväxter, vidare föranstaltade han som "vandringslärare" trädgårdsmöten runt om i Jylland. Han företog studieresor i Norge och England och skrev om export av trädgårdsmaterial till dessa länder samt utarbetade olika berättelser. Han utgav 1897 Smaa Havers Indretning paa Land og i By, och i festskriften med anledning av Det jyske Haveselskabs 50-årsjubileum (1923) skrev han om fruktodling på Jylland. Han var trädgårdssällskapets sekreterare 1907–1920.